# Sigurd Ømann
Sigurd Ømann (16. august 1923 i Stokkemarke – 10. september 1988) var en dansk politiker, der var formand for Socialistisk Folkeparti (SF) i perioden 1968-1974 og medlem af Folketinget for SF fra 1966 til 1977.

## Liv
Sigurd Ømann var søn af købmand Eskild Ømann Hansen og Hansigne Petrea Hansen. Han voksede op i et købmandshjem på Lolland og blev nysproglig student fra Maribo Gymnasium i 1941. Han studerede 1941-1944 økonomi i Århus og senere jura i København, hvorfra han blev cand.jur. i 1949.
Før tiden i SF var han medlem af Danmarks Kommunistiske Parti fra 1953-1958. Han forlod aktiv politik og SF i 1977.
Sigurd Ømann betragtedes ved valget til partiformand som en relativt svag kompromiskandidat mellem forskellige stridende fraktioner af partiet.[kilde mangler]
Under valgkampen 1971 lancerede han begrebet ligusterfascister som betegnelse for parcelhusejere, der ønskede at bevare fradragsretten.